# Die vertagte Hochzeitsnacht
Die vertagte Hochzeitsnacht ist ein deutsches Ehe- und Verwechslungs-Filmlustspiel aus dem Jahre 1953 von Karl Georg Külb mit Theo Lingen, Margot Hielscher und Viktor Staal in den Hauptrollen. Die Geschichte basiert auf dem Schwank „Vertagte Nacht“ von Arnold und Bach.

## Handlung
Kaum verheiratet, hängt der Haussegen in der Ehe von Dr. Reinhard Sibelius und seiner blutjungen Frau Gabriele schief. Auf der Hochzeitsreise in Venedig angekommen, steht das reservierte Hotelzimmer nicht zur Verfügung. Das traute Glück wird daraufhin behelfsmäßig in einer Notunterkunft untergebracht. Dort ertappt Gabriele ihren Reinhard in einer missinterpretierbaren, verfänglichen Situation mit dem Zimmermädchen und vermutet sofort Ehebruch. Wütend reist Gabriele daraufhin stante pede wieder ab. Ihr Vater, der Futtermittel-Grossist Emil Dobermann will retten was zu retten ist und seine jüngste Tochter mit ihrem Gatten versöhnen. 
Doch bei seiner Aktion geraten er und Karl-Heinz Reiling, der Verlobte seiner älteren Tochter Susi, in reichlich Schwierigkeiten, weil beide unabhängig voneinander die derzeit verwaiste Sibelius-Wohnung für eigene Rendezvous vorgesehen hatten. Nun aber kehrt Gabriele unvermutet und vor allem verfrüht heim und muss mit ansehen, dass offensichtlich alle Männer nicht treu sein können und ihr Reinhard keine Ausnahme bildet. Doch dabei handelt es sich um eine ebenso unerquickliche wie turbulente Melange von Missverständnissen und Fehlinterpretationen. Das schwankgemäße Happy End bringt die beiden gefährdeten Liebespaare dank Mithilfe von Emil Dobermann und dessen Frau Ida wieder zusammen.

## Produktionsnotizen
Die vertagte Hochzeitsnacht entstand zum Jahresbeginn 1953 in München und im Filmatelier der Carlton-Studios. Die Uraufführung erfolgte am 2. Juli 1953 in Mannheim, die Berliner Premiere war am Tag darauf.
Jochen Genzow übernahm die Herstellungsleitung, Franz Seitz die Produktionsleitung. Willi Schatz und Arne Flekstad gestalteten die Filmbauten. 

## Kritik
Im Lexikon des Internationalen Films heißt es: „Anspruchsloses Verwechslungslustspiel, das seinen Witz aus dümmlich-zweideutigen Anspielungen zu beziehen versucht.“